# Эмери IV де Туар
Эмери IV (фр. Aimery IV de Thouars; 1030/1033 — 1093) — 11-й виконт Туара с 1055 года.

## Биография

### Правление
Сын Жоффруа II де Туар. Участвовал в феодальных войнах и в испанской Реконкисте (взятии Барбастро).
В битве при Гастингсе в 1066 году командовал отрядом пуатевинцев, бретонцев и анжуйцев. Отказался от предложенных Вильгельмом Завоевателем земель в Англии в обмен на денежное вознаграждение.
В 1093 году убит двумя своими рыцарями. Причина убийства неизвестна.

### Семья
Первая жена (свадьба ок. 1050) — Аремгарда (Оренгарда) де Молеон (ок. 1035—1070), дочь Жоффруа де Молеона. Дети:
- Эмери, упом. 1090
- Элеонора (1050—1093), жена Бозона II, виконта де Шательро (1050—1092)
- Герберт II (ум. 1102), виконт Туара
- Жоффруа III (ум. после 1123), виконт Туара
- Хильдегарда, с ок. 1065 жена Юга VI Лузиньяна.

Вторая жена (1070) — Амелина.